# 叶莲娜·杰缅季耶娃
叶莲娜·杰缅季耶娃（俄語：Елена Вячеславовна Дементьева，拉丁化：Elena Dementieva，1981年10月15日—）是俄罗斯职业网球女运动员（1998年—2010年），2000年悉尼奥运会女單银牌，2004年法網和美網女單亞軍，代表俄羅斯參賽贏得2004和2005年聯合會盃網球賽冠軍，繼2000年悉尼奥运会女單银牌，她在2008北京奧運會獲得了女單金牌。2010年10月29日，她在完成2010年WTA巡迴賽總決賽的所有賽事後正式宣佈退役。

## 實力分析

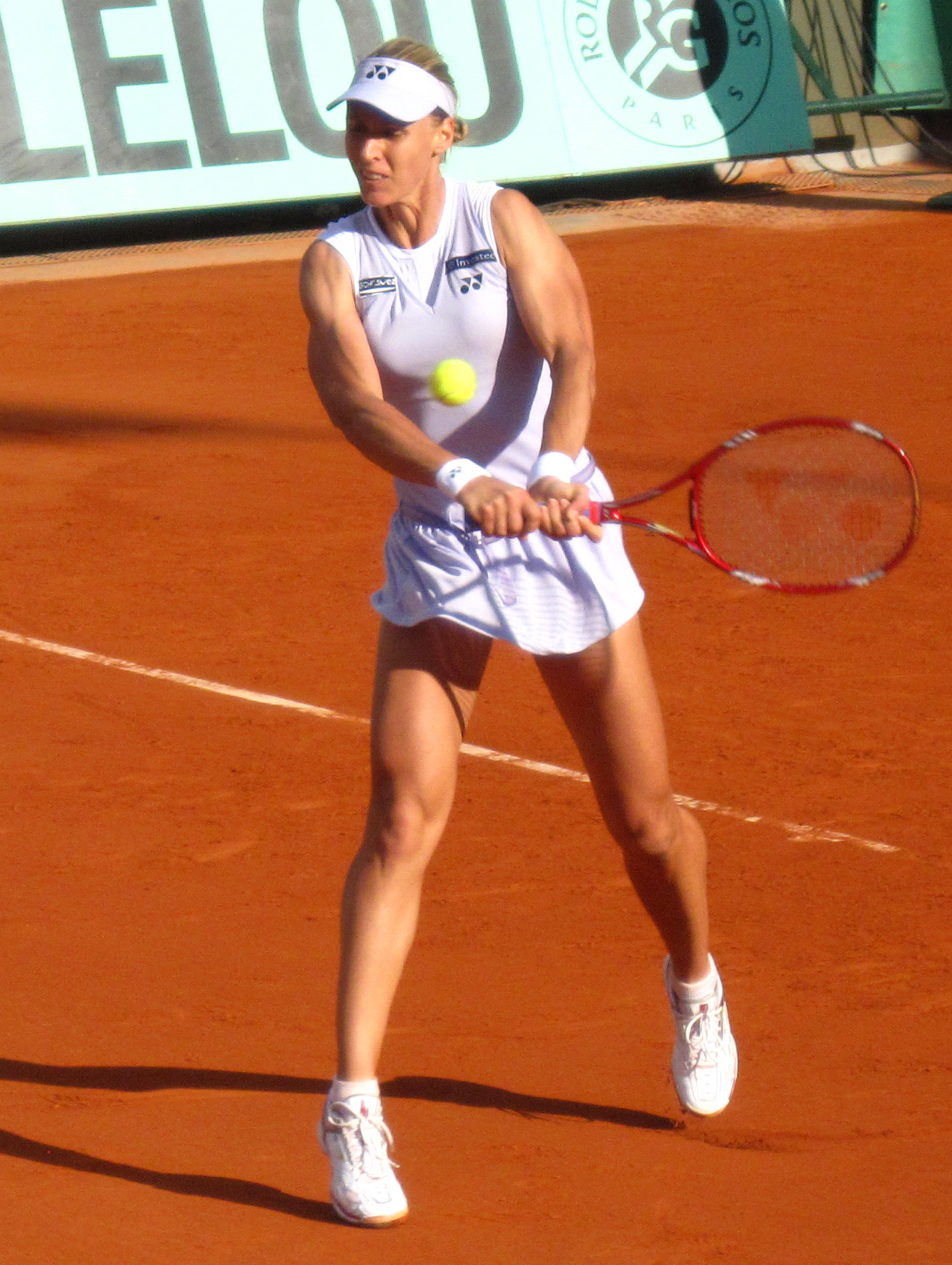
叶莲娜·杰缅季耶娃

杰缅季耶娃是实力均衡的底线型球手，优点是正反手击球稳定，步法迅速，失误较少。前期发球差，经常被称为“双误女皇”，中后期发球已有明显改善，漏洞并不很明显。杰缅季耶娃的缺点也比较突出，虽然底线实力突出，但是击球缺少变化，尤其缺少制胜球的穿透力。对阵防守出众的球手（扬科维奇，沃兹尼亚奇，A·拉德万斯卡）时，击球没有威胁经常陷于被动。另外，杰缅季耶娃心理素质也比较差，缺乏必胜信念，两次大满贯决赛均以惨败告终。即使如此，她长年位居顶尖行列的稳定性和出众的底线相持能力仍然使很多人稱她做「沒有大滿貫的最佳球員」。

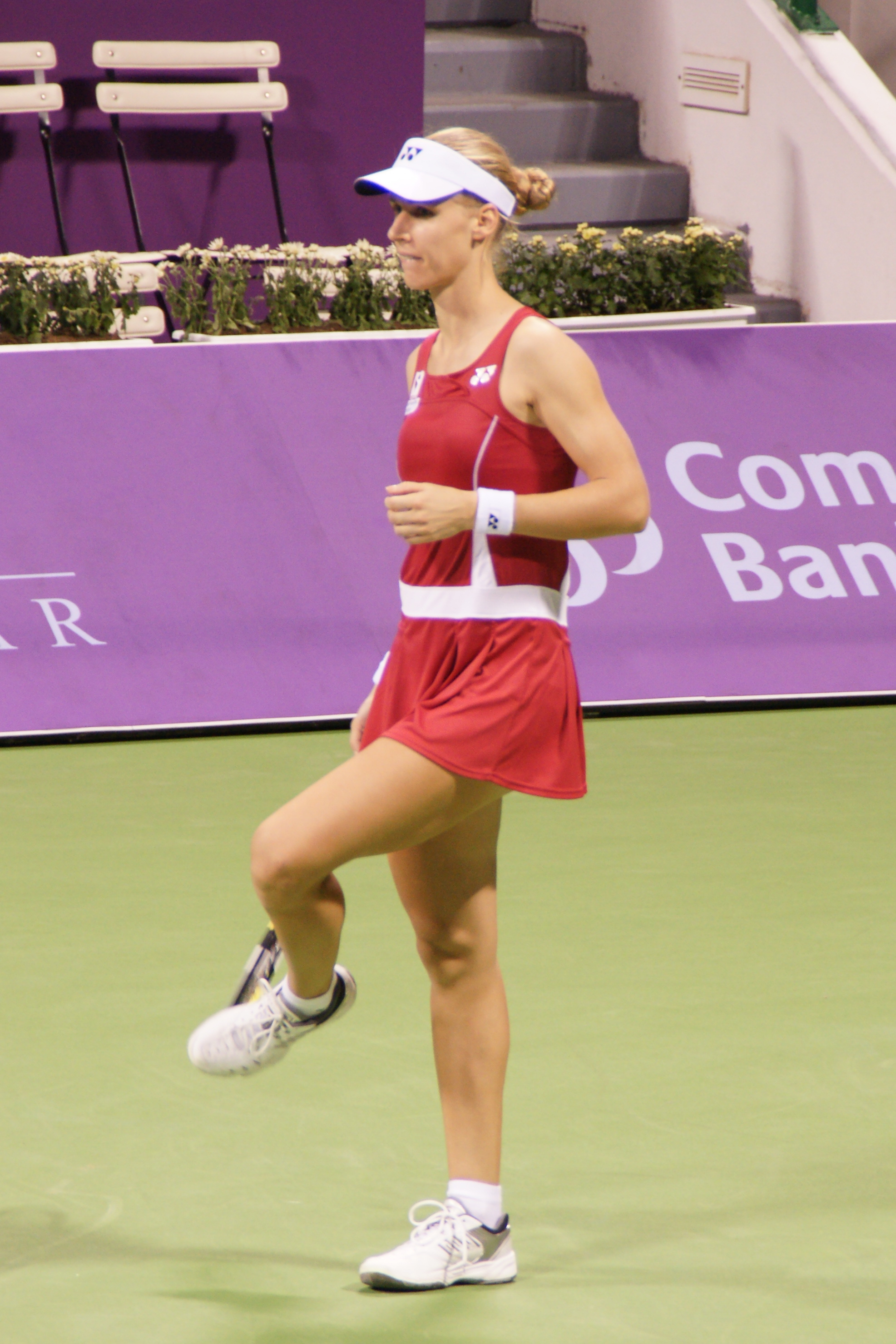
叶莲娜·杰缅季耶娃

## 大滿貫

### 女單亞軍（2）
| 年份 | 比賽 | 場地 | 決賽對手   | 對手國籍 | 勝方比分 |
| ---- | ---- | ---- | ---------- | -------- | -------- |
| 2004 | 法网 |      | 米絲堅娜   | 俄羅斯   | 6–1、6–2 |
| 2004 | 美网 | 硬地 | 古絲妮蘇娃 | 俄羅斯   | 6–3、7–5 |

## 奧運會

### 女子單打
| 賽果 | 年份 | 比賽       | 場地 | 決賽對手        | 對手國籍 | 勝方比分      |
| ---- | ---- | ---------- | ---- | --------------- | -------- | ------------- |
| 銀牌 | 2000 | 悉尼奧運會 | 硬地 | 维纳斯·威廉姆斯 | 美國     | 6–2、6–4      |
| 金牌 | 2008 | 北京奧運會 | 硬地 | 迪娜拉·薩芬娜   | 俄羅斯   | 3–6、7–5、6–3 |

## WTA巡迴賽

#### 單打冠軍（16）
- 2003年（3）- 美國埃米莉島（博士倫錦標賽）、峇里島（聯邦銀行經典賽）、上海（中國公開賽）
- 2004年（1）- 比利時哈瑟爾特（法國燃氣明星賽）
- 2006年（2）- 東京一級賽（東麗泛太平洋公開賽）、洛杉磯（JP摩根Chase公開賽）
- 2007年（2）- 伊斯坦堡盃、莫斯科一級賽（克里姆林盃）
- 2008年（3）- 、北京奧運會、盧森堡城（盧森堡富通集團錦標賽）
- 2009年（3）- 新西蘭奧克蘭（奧克蘭儲蓄銀行經典賽）、悉尼國際賽（Medibank International）、多倫多一級賽（羅渣士盃）
- 2010年（2）- 悉尼國際賽（Medibank International）、巴黎（蘇伊士環能公開賽）

#### 單打亞軍（16）
- 2000年（1）- 悉尼奧運會
- 2001年（2）- 阿卡普爾科（墨西哥公開賽）、莫斯科一級賽（克里姆林盃）
- 2002年（1）- 荷蘭斯海爾托亨博斯（奧迪納公開賽）
- 2004年（4）- 邁阿密一級賽（納斯達克-100公開賽）、法網、美網、莫斯科一級賽（克里姆林盃）
- 2005年（2）- 美國查爾斯頓一級賽（家庭生活圈盃）、費城（Advanta錦標賽）
- 2006年（1）- 印第安泉一級賽（太平洋寿险杯）
- 2008年（2）- 柏林一級賽（卡塔爾電訊德國公開賽）、伊斯坦堡盃
- 2009年（1）- 巴黎（蘇伊士環能公開賽）
- 2010年（2）- 吉隆坡（馬來西亞公開賽）、東京超五賽（東麗泛太平洋公開賽）

### 雙打冠軍（6）
- 2002年（4）- 柏林一級賽（卡塔爾電訊德國公開賽）、美國聖迭戈（阿庫拉經典賽）、莫斯科一級賽（克里姆林盃）、WTA年終賽
- 2003年（1）- 斯海爾托亨博斯（奧迪納公開賽）
- 2005年（1）- 洛杉磯（JP摩根Chase公開賽）

### 團體

#### 聯邦盃
除了職業賽事成就不俗外，杰缅季耶娃在2000年代曾多次代表俄羅斯參加联合会杯，單打獲得22勝5負成績，雙打獲得4勝4負成績，並奪得1次冠軍。 
- 2005年決賽勝法國3：2 （杰缅季耶娃在決賽參加單雙打3場比賽，均全部獲勝。）
- 按：協會盃是一年一度女子網球的世界團體錦標賽，是國際網球比賽中最高水平的團體賽。

## 外部連結
- 叶莲娜·杰缅季耶娃的国际女子网球协会官方資料（英文）
- 叶莲娜·杰缅季耶娃的國際網球總會 職業／青少年 官方資料（英文）
- 官方個人網頁
- 德門蒂耶娃在協會盃官網的資料 （页面存档备份，存于）